# Salvador FM
Salvador FM é uma emissora de rádio brasileira sediada em Salvador, capital do estado da Bahia. Opera no dial FM na frequência 92,3 MHz e é pertencente à família do ex-deputado federal, Marcos Medrado.
Em julho de 2012, a rádio foi arrendada para a Comunidade Cristã Paz e Vida, passando a retransmitir a programação da Vida FM, renomeada em março de 2014 para Feliz FM.
Em 23 de Novembro de 2020, após oito anos a Feliz FM encerra o arrendamento com a 92,3 FM. Logo após, a rádio passou a adotar o formato popular/hits e entrou em expectativa e transição para a estreia da Salvador FM, que foi marcada para o dia 8 de dezembro.

## Equipe Esportiva
Narradores
- Mateus Damascena
- José Antônio Melo

Comentaristas
- Emerson Ferretti
- Emídio Pinto

Repórteres
- Glauber Guerra
- Nuno Krause
- Ulisses Gama

Plantão
- Marcelo Carvalho